# El empresario de pompas fúnebres

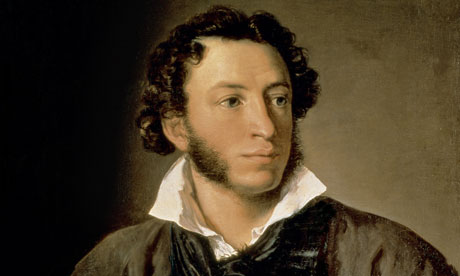
Alexander Pushkin

El empresario de pompas fúnebres (El fabricante de tumbas en España) es una obra del autor ruso Aleksandr Pushkin, cuyo tema es la influencia del lugar de trabajo de las personas en su estado de ánimo.

## Personajes
- Adrián Projorov - Es un empresario de pompas fúnebres que recientemente se mudó a la calle Nikitskaia.
- Gotlib Shultz - Trabaja como zapatero. Es el nuevo vecino de Adrián.
- Yurko - Funcionario ruso. Vigilante de la casa del señor Shultz.
- Luisa - Esposa del señor Shultz. Celebra sus bodas de plata.
- Daria - Hija de Adrián Projorov.
- Akulina - Hija de Adrián Projorov.
- Pedro Petrovich Kurilkin - El difunto guardia retirado al quien le vendió en 1799 su primer ataúd.
- Trujina - clienta de Adrian Projorov

## Escenarios
- La casa del zapatero - Donde vive Goblit Shultz. Ahí celebró sus bodas de plata.
- Calle Nikitskaia - Adrián Projorov se mudó recientemente a esta calle.
- La casa amarilla, lugar donde vivía con sus hijas  y fabricaba los ataúdes.

## Argumento
Adrián Projorov es un empresario de las pompas fúnebres, de naturaleza sombría y meditabunda. Recientemente mudado a la calle Nikitskaia.Después de cerrar su taller puso en la puerta un letrero que la casa se vendía o se alquilaba y se encaminó a su nueva residencia.
Un día su vecino Gotlib Shultz lo invita a celebrar sus bodas de plata con su esposa Luisa. Ese día llegó ebrio a su casa. Al día siguiente se entera de que su ex-clienta Trujina había fallecido. Ese día llegó tarde a su casa y se dio cuenta de que había un gran alboroto. Cuando entró vio muchos rostros cadavéricos. Eran los cadáveres de las personas a las que él había prestado sus servicios. A la mañana siguiente se despertó y se dio cuenta de que todo había sido un sueño.
- Datos: Q5824867